# Chute des Chaudières
Pour les articles homonymes, voir Chaudière (homonymie).
Ne doit pas être confondu avec Chutes de la Chaudière.
La chute des Chaudières (en anglais : Chaudière Falls) sont un ensemble de cascades et de chutes d'eau sur la rivière des Outaouais,  entre les villes de Gatineau et d'Ottawa, au Canada.
L'emplacement de la chute se situe juste à l'ouest du pont de la Chaudière, au nord-ouest du Musée canadien de la guerre et des plaines Lebreton. Plusieurs îles se trouvent à la chute des Chaudières dont l'île Chaudière et l'île Victoria.
La construction de barrages sur la rivière et la présence de l'industrie ont considérablement modifié l'aspect de la chute d'eau.

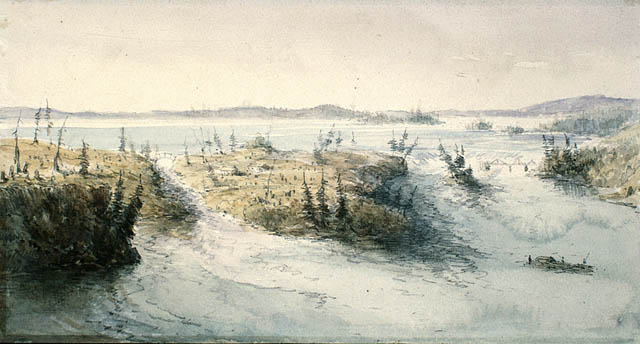
La Chute des Chaudières et l'île Chaudière en 1838 avant la construction de barrages.